# Hicham Belkaroui
Hicham Belkaroui (Orano, 24 agosto 1990) è un ex calciatore algerino, di ruolo difensore.

## Carriera

### Club

#### Inizi e WA Tlemcen
Cresce nelle giovanili dell'ASM Oran, squadra della sua città natale, Orano, rimanendovi fino al 2011. In seguito si trasferisce in prestito al WA Tlemcen, in massima serie, con cui gioca la prima partita il 10 settembre 2011, pareggiando 1-1 in casa contro l'AS Khroub in campionato. Segna il suo primo gol il 19 maggio 2012 all'ultima di campionato, realizzando l'1-0 nella vittoria casalinga per 2-1 sull'USM El Harrach. Gioca 17 partite segnando 1 gol alla prima stagione da professionista.

#### USM El Harrach
L'estate successiva passa in prestito ad un'altra squadra algerina, l'USM El Harrach, sempre in Ligue 1, debuttando il 15 settembre 2012 nella vittoria in casa per 1-0 sul JS Kabylie in campionato. Realizza la prima rete il 3 novembre, mettendo a segno il 2-0 nella vittoria esterna per 2-1 sul campo del JS Saoura in campionato. Rimane un'altra stagione, venendo riscattato dall'ASM Oran, terminando con 49 presenze e 5 reti.

#### Club Africain
Nel luglio 2014 va a giocare per la prima volta fuori dall'Algeria, trasferendosi in Tunisia al Club Africain. Fa il suo esordio il 14 agosto nella vittoria in trasferta per 1-0 sul campo dell'Étoile du Sahel in campionato. Alla prima stagione in biancorosso si laurea campione di Tunisia. Segna per la prima volta la stagione successiva, il 27 settembre 2015, realizzando il 2-0 nel 5-0 casalingo sul JS Kairouanaise in campionato. Rimane una stagione e mezza collezionando 30 partite giocate e 1 gol realizzato.

#### Nacional
A inizio anno 2016 va a giocare in Portogallo, al Nacional, in Primeira Liga. Debutta il 13 febbraio nella sconfitta casalinga per 4-0 contro lo Sporting Lisbona in campionato. Gioca un totale di 10 partite nei 4 mesi di permanenza.

#### Esperance
Nell'estate 2016 ritorna in Tunisia, all'Espérance, esordendo il 16 agosto nei quarti di finale di Coppa di Tunisia in trasferta contro l'Étoile du Sahel, vinti 1-0. Vince la Coppa, giocata prima l'inizio del campionato, nel quale esordisce il 22 ottobre sul campo dell'AS Gabes, pareggiando per 1-1.

### Nazionale
Esordisce in nazionale il 25 maggio 2013 in un'amichevole in casa a Blida contro la Mauritania vinta per 1-0. Nel 2017 viene convocato per la Coppa d'Africa in Gabon.

## Statistiche

### Presenze e reti nei club
Statistiche aggiornate al 5 marzo 2017.
| Stagione              | Squadra               | Campionato            | Campionato | Campionato | Coppe nazionali | Coppe nazionali | Coppe nazionali | Coppe continentali | Coppe continentali | Coppe continentali | Altre coppe | Altre coppe | Altre coppe | Totale | Totale | Totale |
| Stagione              | Squadra               | Comp                  | Pres       | Reti       | Comp            | Pres            | Reti            | Comp               | Pres               | Reti               | Comp        | Pres        | Reti        | Pres   | Reti   |        |
| --------------------- | --------------------- | --------------------- | ---------- | ---------- | --------------- | --------------- | --------------- | ------------------ | ------------------ | ------------------ | ----------- | ----------- | ----------- | ------ | ------ | ------ |
| 2011-2012             | WA Tlemcen            | L1                    | 17         | 1          | CA              | 0               | 0               | -                  | -                  | -                  | -           | -           | -           | 17     | 1      |        |
| 2012-2013             | USM El Harrach        | L1                    | 28         | 3          | CA              | 1               | 0               | -                  | -                  | -                  | -           | -           | -           | 29     | 3      |        |
| 2013-2014             | USM El Harrach        | L1                    | 20         | 2          | CA              | 0               | 0               | -                  | -                  | -                  | -           | -           | -           | 20     | 2      |        |
| Totale USM El Harrach | Totale USM El Harrach | Totale USM El Harrach | 48         | 5          | -               | 1               | 0               | -                  | -                  | -                  | -           | -           | -           | 49     | 5      |        |
| 2014-2015             | Club Africain         | CLP1                  | 21         | 0          | CT              | 1               | 0               | -                  | -                  | -                  | -           | -           | -           | 22     | 0      |        |
| 2015-feb. 2016        | Club Africain         | CLP1                  | 8          | 1          | CT              | 0               | 0               | -                  | -                  | -                  | -           | -           | -           | 8      | 1      |        |
| Totale Club Africain  | Totale Club Africain  | Totale Club Africain  | 29         | 1          | -               | 1               | 0               | -                  | -                  | -                  | -           | -           | -           | 30     | 1      |        |
| feb.-giu. 2016        | Nacional              | PL                    | 10         | 0          | -               | -               | -               | -                  | -                  | -                  | -           | -           | -           | 10     | 0      |        |
| 2016-2017             | Espérance             | CLP1                  | 8+3        | 0+0        | CT+CT           | 3+1             | 0+0             | -                  | -                  | -                  | -           | -           | -           | 15     | 0      |        |
| Totale carriera       | Totale carriera       | Totale carriera       | 115        | 7          | -               | 6               | 0               | -                  | -                  | -                  | -           | -           | -           | 121    | 7      |        |

### Cronologia presenze e reti in nazionale
| Cronologia completa delle presenze e delle reti in nazionale ― Algeria | Cronologia completa delle presenze e delle reti in nazionale ― Algeria | Cronologia completa delle presenze e delle reti in nazionale ― Algeria | Cronologia completa delle presenze e delle reti in nazionale ― Algeria | Cronologia completa delle presenze e delle reti in nazionale ― Algeria | Cronologia completa delle presenze e delle reti in nazionale ― Algeria | Cronologia completa delle presenze e delle reti in nazionale ― Algeria | Cronologia completa delle presenze e delle reti in nazionale ― Algeria |
| Data                                                                   | Città                                                                  | In casa                                                                | Risultato                                                              | Ospiti                                                                 | Competizione                                                           | Reti                                                                   | Note                                                                   |
| ---------------------------------------------------------------------- | ---------------------------------------------------------------------- | ---------------------------------------------------------------------- | ---------------------------------------------------------------------- | ---------------------------------------------------------------------- | ---------------------------------------------------------------------- | ---------------------------------------------------------------------- | ---------------------------------------------------------------------- |
| 25-5-2013                                                              | Blida                                                                  | Algeria                                                                | 1 – 0                                                                  | Mauritania                                                             | Amichevole                                                             | -                                                                      |                                                                        |
| 9-10-2015                                                              | Algeri                                                                 | Algeria                                                                | 1 – 2                                                                  | Guinea                                                                 | Amichevole                                                             | -                                                                      | 63’                                                                    |
| 13-10-2015                                                             | Algeri                                                                 | Algeria                                                                | 1 – 0                                                                  | Senegal                                                                | Amichevole                                                             | -                                                                      | 46’                                                                    |
| 14-11-2015                                                             | Dar es Salaam                                                          | Tanzania                                                               | 2 – 2                                                                  | Algeria                                                                | Qual. Mondiali 2018                                                    | -                                                                      | 63’                                                                    |
| 17-11-2015                                                             | Blida                                                                  | Algeria                                                                | 7 – 0                                                                  | Tanzania                                                               | Qual. Mondiali 2018                                                    | -                                                                      |                                                                        |
| 25-3-2016                                                              | Blida                                                                  | Algeria                                                                | 7 – 1                                                                  | Etiopia                                                                | Qual. Coppa d'Africa 2017                                              | -                                                                      |                                                                        |
| 2-6-2016                                                               | Victoria                                                               | Seychelles                                                             | 0 – 2                                                                  | Algeria                                                                | Qual. Coppa d'Africa 2017                                              | -                                                                      |                                                                        |
| 4-9-2016                                                               | Blida                                                                  | Algeria                                                                | 6 – 0                                                                  | Lesotho                                                                | Qual. Coppa d'Africa 2017                                              | -                                                                      |                                                                        |
| 12-11-2016                                                             | Uyo                                                                    | Nigeria                                                                | 3 – 1                                                                  | Algeria                                                                | Qual. Mondiali 2018                                                    | -                                                                      |                                                                        |
| 7-1-2017                                                               | Blida                                                                  | Algeria                                                                | 3 – 1                                                                  | Mauritania                                                             | Amichevole                                                             | -                                                                      | 46’                                                                    |
| Totale                                                                 |                                                                        | Presenze                                                               | 10                                                                     |                                                                        | Reti                                                                   | 0                                                                      |                                                                        |

## Palmarès

### Club

#### Competizioni nazionali
- Campionato tunisino: 1

Club Africain: 2014-2015
- Coppa di Tunisia: 1

Espérance: 2015-2016